# Francesc Xavier Nogueras i Ricart
Francesc Xavier Nogueras i Ricart (Premià de Mar, 18 de novembre de 1902 - Barcelona, 19 de juliol de 1936) fou un sacerdot de la diòcesi de Barcelona.
Va començar a cursar els estudis al Seminari conciliar de Barcelona a l'edat de deu anys, i el 1915 ja és al Seminari Major. Va celebrar la primera missa al seu poble natal, Premià de Mar, el 16 de juny de 1926. Va exercir successivament la funció de coadjutor a les parròquies de Sant Llorenç Savall; el 1927 de Sant Celoni; el 1928 és nomenat vicari de Santa Maria de la Geltrú i de Sant Antoni de Vilanova i la Geltrú; i d'ençà de 1932 era vicari de l'església de Sant Josep (Santa Mònica) a Barcelona. Col·laborador del mossèn Fernan Molins Orra, destacà per la seva doctrina abundant i unció religiosa.
Nogueras fou assassinat el 19 de juliol de 1936 juntament amb Molins a la Rambla, davant la seva església. Nogueras i Molins conreaven la parròquia de Santa Mònica; junts van ésser trets de casa seva amb el pretext d'anar a declarar davant el comitè roig, i foren executats per agents del comitè revolucionari.